# Nicrophorus semenowi
Espèce
Nicrophorus semenowi est une espèce d'insectes coléoptères, un nécrophore.

## Synonymes
- N. (Necropter) temporalis, Shchegoleva-Barovskaya, 1933
- Silpha (Necrophorus) semenowi, Reitter, 1887